# Thế vận hội Mùa hè 1900

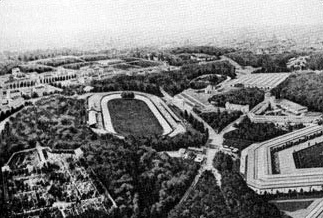
Sân vận động Vélodrome de Vincennes

Thế vận hội Mùa hè 1900 (tiếng Pháp: Jeux olympiques d'été de 1900), ngày nay được gọi chính thức là Thế vận hội Mùa hè lần thứ II (Jeux de la IIe olympiade) và thường được biết đến với tên gọi Paris 1900, là sự kiện thể thao đa môn quốc tế được tổ chức tại Paris, Pháp, từ ngày 14 tháng 5 đến ngày 28 tháng 10 năm 1900. Không có lễ khai mạc hay bế mạc chính thức được tổ chức trong kỳ đại hội này.
Tại Đại hội Olympic năm 1894, tổ chức tại tòa nhà Sorbonne, Pierre de Coubertin đã đề xuất tổ chức Thế vận hội tại Paris vào năm 1900. Tuy nhiên, các đại biểu tham dự hội nghị không muốn chờ đợi thêm sáu năm nên đã vận động để tổ chức kỳ Thế vận hội đầu tiên vào năm 1896. Cuối cùng, quyết định được đưa ra là tổ chức Thế vận hội đầu tiên tại Athens năm 1896, và Paris sẽ là nơi đăng cai kỳ Thế vận hội thứ hai.
Thế vận hội 1900 được tổ chức như một phần của Triển lãm Thế giới (Exposition Universelle) cùng năm. Tổng cộng có 1.226 vận động viên tham gia tranh tài ở 19 môn thể thao khác nhau.[note1] Tuy nhiên, con số này phụ thuộc vào cách xác định những nội dung nào được xem là “Olympic”. Nhiều vận động viên, bao gồm cả những người giành chiến thắng, không hề biết rằng họ đã tham dự Thế vận hội. Đây cũng là lần đầu tiên phụ nữ được phép thi đấu, trong đó thủy thủ Hélène de Pourtalès (tên khai sinh Helen Barbey, sinh tại thành phố New York, Hoa Kỳ) đã trở thành nhà vô địch Olympic nữ đầu tiên trong lịch sử. Quyết định tổ chức thi đấu vào ngày Chủ nhật đã vấp phải sự phản đối từ nhiều vận động viên Mỹ, những người đại diện cho các trường đại học và được kỳ vọng sẽ không thi đấu vào ngày nghỉ lễ tôn giáo của họ.
|  |  |

## Môn thể thao
{{Columns-list|
- Aquatics
  -  Bơi lội (7)

- -  Bóng nước (1)

- Bắn cung (7)

- Điền kinh (23)

- Basque Pelota (1)

- Cricket (1)

- Bóng cửa (3)

- Xe đạp (3)

- Đua ngựa

- - Đi xe ngựa (2)
  - Nhảy ngựa (3)
- Đấu kiếm (7)

- Bóng đá (1)

- Golf (2)

- Thể dục dụng cụ (1)

- Polo (1)

- Chèo thuyền (5)

- Bóng bầu dục (1)

- Thuyền buồm (13)

- Bắn súng (8)

- Quần vợt (4)

- Kéo co (1)

## Các quốc gia tham dự
| Các quốc gia tham dự |
| --- |
| - Argentina (1) - Úc (2) - Áo (13) - Bỉ (78) - Bohemia (7) - Cuba (1) - Đan Mạch (13) - Pháp (720) (Chủ nhà) - Đức (76) - Anh Quốc (102) - Hy Lạp (3) - Haiti (2) - Hungary (20) - Ấn Độ (1) - Iran (1) - Ý (24) - México (4) - Hà Lan (29) - Na Uy (7) - Perú (1) - România (1) - Đế quốc Nga (4) - Tây Ban Nha (8) - Thụy Điển (10) - Thụy Sĩ (18) - Hoa Kỳ (75) |

## Bảng huy chương
| Hạng                | NOC                   | Vàng | Bạc | Đồng | Tổng số |
| ------------------- | --------------------- | ---- | --- | ---- | ------- |
| 1                   | Pháp‡                 | 31   | 41  | 40   | 112     |
| 2                   | Hoa Kỳ                | 20   | 13  | 15   | 48      |
| 3                   | Anh Quốc‡             | 20   | 8   | 9    | 37      |
| 4                   | Bỉ                    | 6    | 6   | 6    | 18      |
| 5                   | Thụy Sĩ               | 6    | 3   | 1    | 10      |
| 6                   | Đức                   | 4    | 3   | 2    | 9       |
| 7                   | Ý                     | 3    | 2   | 0    | 5       |
| 8                   | Đan Mạch              | 1    | 3   | 2    | 6       |
| 9                   | Đoàn thể thao kết hợp | 1    | 2   | 3    | 6       |
| 9                   | Hà Lan                | 1    | 2   | 3    | 6       |
| 11                  | Hungary               | 1    | 2   | 2    | 5       |
| 12                  | Cuba                  | 1    | 1   | 0    | 2       |
| 13                  | Tây Ban Nha           | 1    | 0   | 0    | 1       |
| 14                  | Áo                    | 0    | 3   | 3    | 6       |
| 15                  | Na Uy                 | 0    | 2   | 3    | 5       |
| 16                  | Ấn Độ                 | 0    | 2   | 0    | 2       |
| 17                  | Bohemia               | 0    | 1   | 1    | 2       |
| 18                  | Úc                    | 0    | 0   | 3    | 3       |
| 19                  | Thụy Điển             | 0    | 0   | 1    | 1       |
| Tổng số (19 đơn vị) | Tổng số (19 đơn vị)   | 96   | 94  | 94   | 284     |